# 捷爾納夫卡 (日達喬夫區)
49°11′54″N 24°15′45″E / 49.19833°N 24.26250°E
捷爾納夫卡（烏克蘭語：Тернавка），是烏克蘭西部的村莊，隸屬利維夫州的斯特雷區。該村面積0.62平方公里，海拔高度268米，2001年人口183，人口密度每平方公里295.16人。